# Wilhelm Szomek

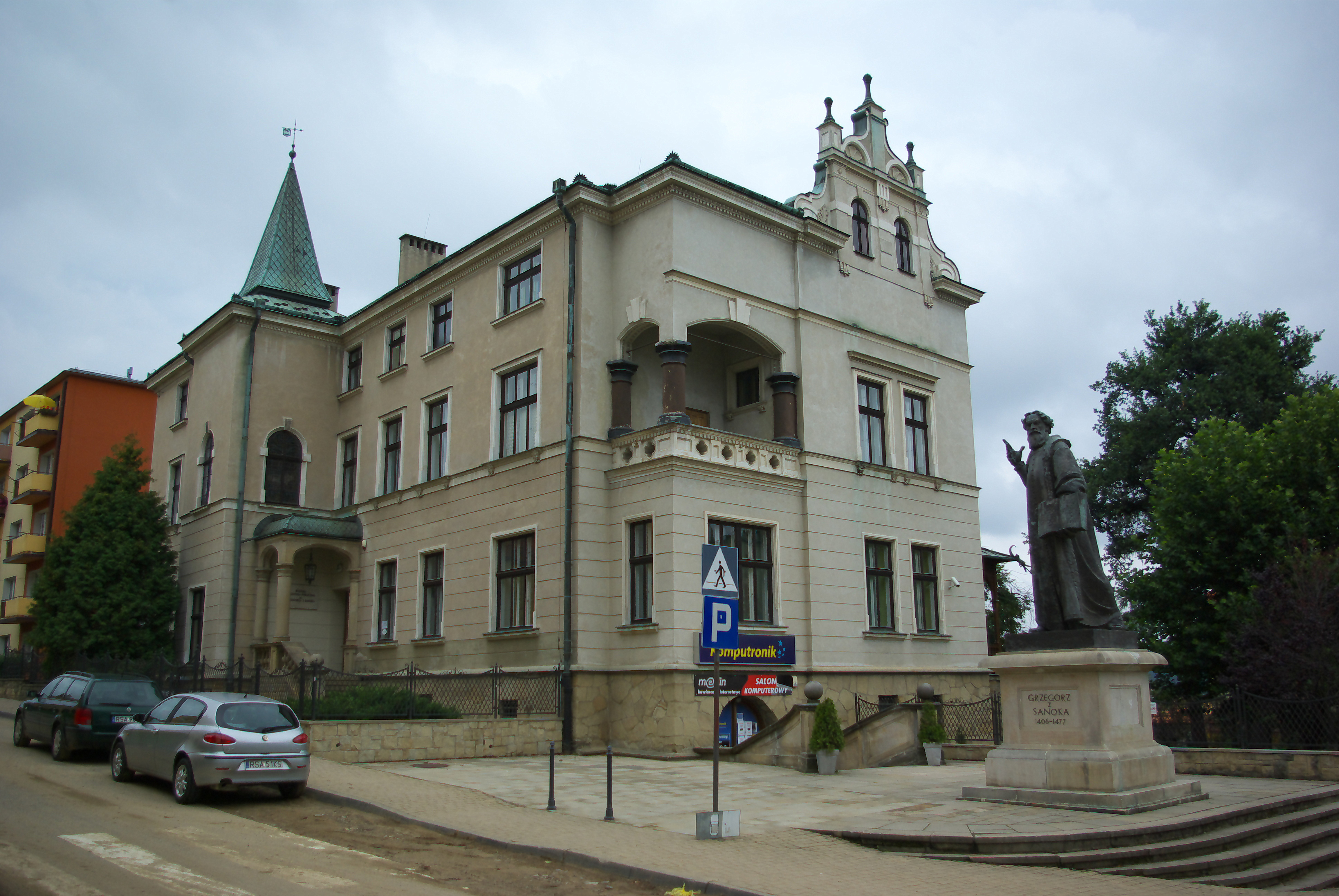
Budynek przy ul. Teofila Lenartowicza 2 w Sanoku – dom Wilhelma Szomka

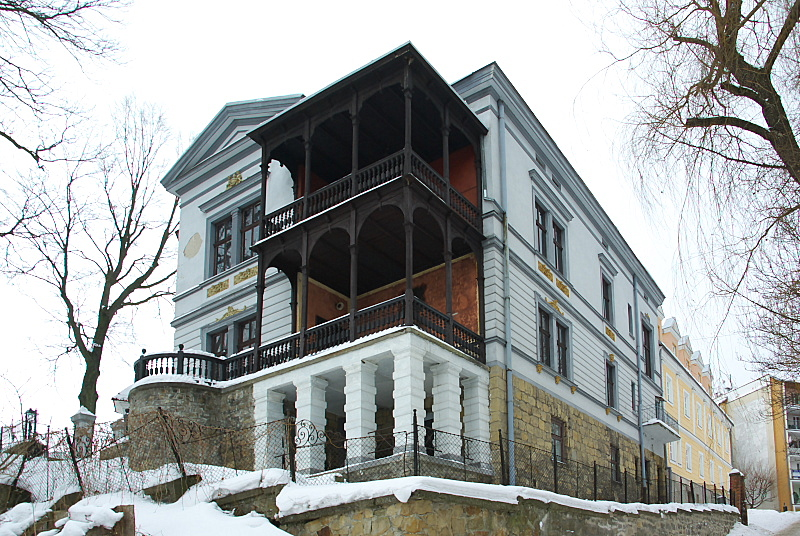
Willa Zaleskich w Sanoku

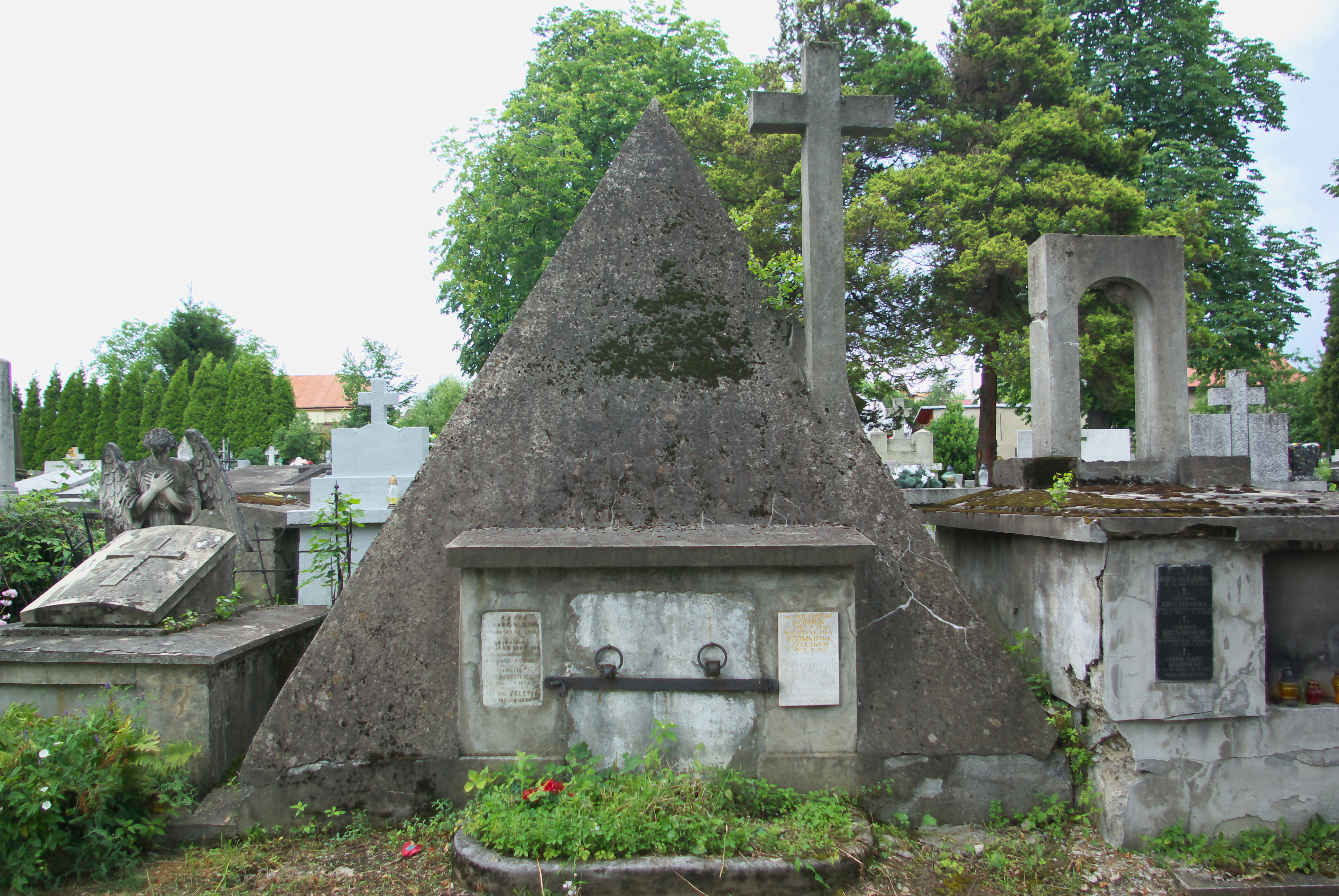
Grobowiec rodziny Szomków

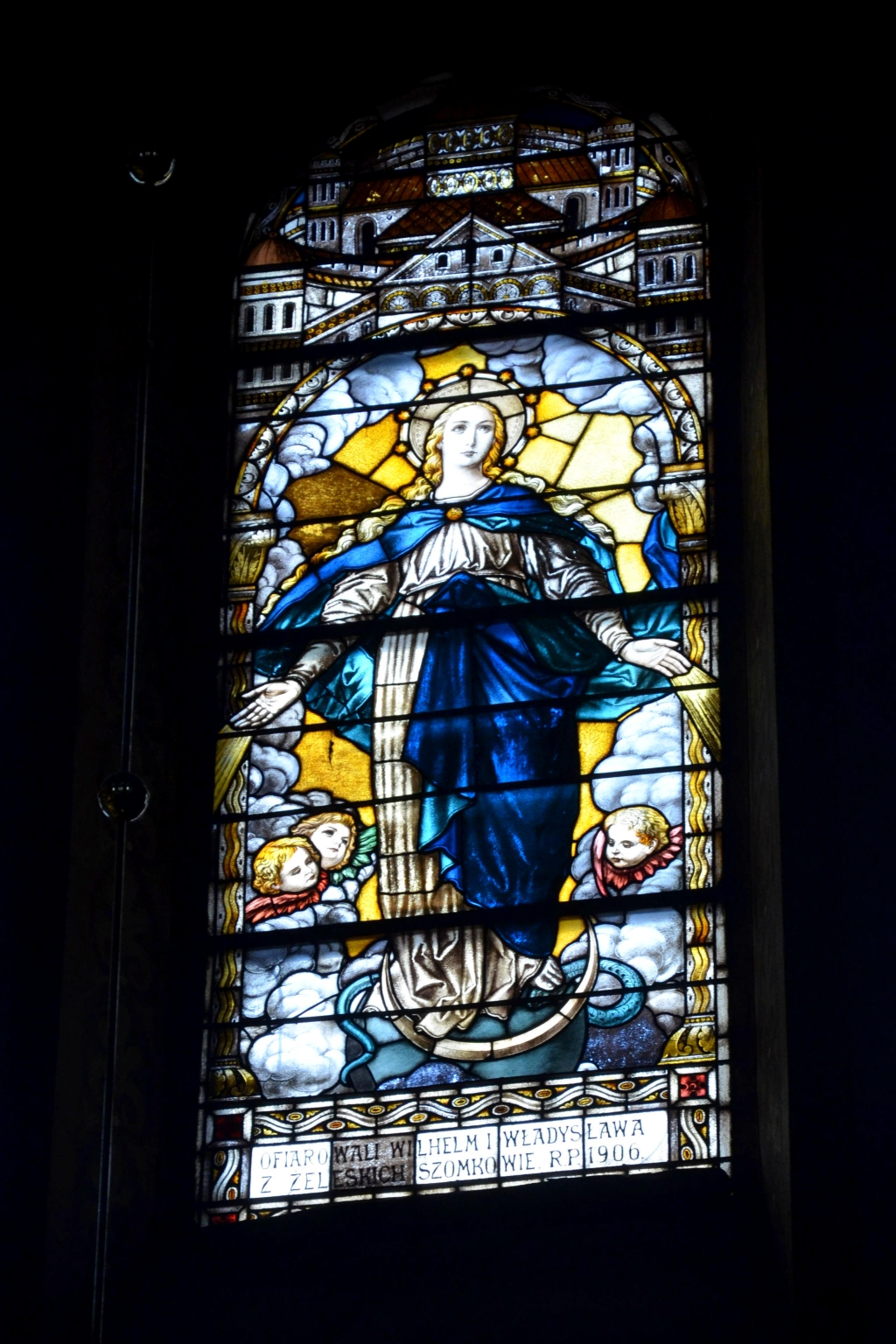
Witraż ufundowany przez małżeństwo Szomków w kościele Przemienienia Pańskiego w Sanoku

Wilhelm Szomek, właśc. Schomek (ur. 1857 w Sanoku, zm. 19 lutego 1940 tamże) – polski inżynier geometra, mierniczy przysięgły.

## Życiorys
Wilhelm Szomek urodził się w 1857 w Sanoku. Jego rodzicami byli Wenzel (Wacław) Schomek (w połowie XIX wieku inspektor oddziału podatkowego cyrkułu sanockiego, także sekretarz Dyrekcji Skarbu, zm. przed 1892) i Franciszki z domu Walz (1827-1892). Miał rodzeństwo: Amelię (1853-1940, po mężu Czyczajczuk), Wacława (1855-1910, sędzia, prokurator), Bolesława (1858-1910, polonista, profesor gimnazjalny), Natalię Józefę (ur. 1861, żona Kazimierza Krawczyńskiego).
Ukończył szkołę realną z egzaminem dojrzałości. Od 1874 do 1881 studiował na Wydziale Inżynierii Politechniki Lwowskiej. Podczas studiów od 24 czerwca 1877 był członkiem wydziału Towarzystwa Wzajemnej Pomocy Naukowej Słuchaczów Politechniki, a w roku akademickim 1879/1880 był członkiem wydziału Towarzystwa „Bratniej Pomocy” Słuchaczów Politechniki. Ukończył studia z tytułem inżyniera. W okresie zaboru austriackiego w ramach Autonomii galicyjskiej wstąpił do służby państwowej Austro-Węgier. W 1880 wszedł w skład Komisji Wodociągowej w Sanoku, zmierzającej do opracowania projektu wodociągów w mieście. W 1882 pełnił funkcję inspicjenta przy budowie kolei żelaznej Jarosławsko-Sokalskiej w Bełzie. 30 października 1890 był kandydatem na stanowisko inżyniera miejskiego w Sanoku (wybrany został inż. Władysław Beksiński). Od około 1891 na przełomie XIX/XX wieku pracował jako inżynier przy starostwie c. k. powiatu sanockiego. Około 1898 był inżynierem i geometrą autoryzowanym w myśl rozporządzenia ministerialnego (z 11 grudnia 1860 i 8 listopada 1886). Pracował jako cywilny inżynier budowy w Sanoku. Jako geometra przed 1911 został zaszeregowany do rządowo upoważnionych i zaprzysiężonych techników prywatnych zarówno w grupie inżynierów budownictwa (dla budowli drogowych, wodnych, mostowych i kolejowych, tudzież dla budowli lądowych stojących w bezpośrednim związku z poprzednimi) jak i w grupie geometrów (do robót pomiarowych), a około 1913 w grupie rządowo upoważnionym cywilnych inżynierów budowy i rządowo upoważnionych cywilnych geometrów. Był także biegłym w sprawach budowlanych. Od około 1902 był znawcą dla oceniania realności z większych przedsiębiorstw przemysłowych dla całego okręgu C. K. Sądzie Obwodowego w Sanoku. Ponadto opracowywał projekty techniczne domów i konstrukcji żelaznych. Prowadził biuro projektowe i urzędowy nadzór budowlany. Po odzyskaniu przez Polskę niepodległości w okresie II Rzeczypospolitej jako cywilny geometra był rządowo upoważnionym cywilnym inżynierem budownictwa. W 1921, 1923, 1924 był powoływany na liście znawców z zawodu budownictwa i inżynierii dla oszacowania przedmiotów i gruntów, mogących ulec wywłaszczeniu dla kolei żelaznej oraz do wyznaczenia wynagrodzeń za wywłaszczenie praw wodnych. W Sanoku wykonywał zawód mierniczego przysięgłego, złożył przysięgę 25 października 1926 i został wpisany na listę mierniczych przysięgłych, zarejestrowany pod numerem L. 101. W ogłoszeniu Urzędu Wojewódzkiego Lwowskiego z 3 marca 1939 zawiadomiono, że Wilhelm Szomek zrzekł się tytułu i prawa do wykonywania zawodu mierniczego przysięgłego. Był członkiem zwyczajnym Towarzystwa Politechnicznego we Lwowie. W 1912 uczestniczył w VI Zjeździe Techników Polskich w Krakowie.
Zamieszkiwał w zaprojektowanej przez siebie neorenesansowej willi, obecnie stanowiącej budynek przy ul. Teofila Lenartowicza 2 w Sanoku. Po wybuchu I wojny światowej od 16 września 1914 wraz z bliskimi przebywał w Zakopanem. Po tułaczce wojennej powrócił do miasta i budynku, który był spalony i zniszczony. Szomek oszacował wówczas swoje straty na 80 tys. koron.
Pełnił mandat radnego Rady Miasta Sanoka kadencji od 1912, w nowej radzie po przyłączeniu do Sanoka gminy Posada Sanocka, był radnym pierwszej powojennej kadencji od 1919; później w okresie II RP w klubie mieszczańskim (od 1924, od 1928). W 1931 był jednym z reprezentantów Rady Miasta w komisjach, które miały prowadzić rozmowy w Wydziale Powiatowym w sprawie przyłączenia gminy Posada Olchowska do miasta Sanoka.
Działał aktywnie w sferze społecznej w Sanoku. W 1893 reprezentował Sanok na uroczystości złożenia zwłok Teofila Lenartowicza w Krypcie Zasłużonych na Skałce w Krakowie. Był członkiem Towarzystwa Bursy Gimnazjalnej w Sanoku, członkiem zwyczajnym Macierzy Szkolnej dla Księstwa Cieszyńskiego, członkiem sanockiego koła Towarzystwa Szkoły Ludowej. Był wieloletnim członkiem i działaczem sanockiego gniazda Polskiego Towarzystwa Gimnastycznego „Sokół” (od powstania w 1889 do 1939, zarówno w czasie zaboru austriackiego, jak i w niepodległej II Rzeczypospolitej); w 1892 wybrany wiceprezesem). Jego nazwisko zostało umieszczone w drzewcu sztandaru TG Sokół w Sanoku, na jednym z 125 gwoździ upamiętniających członków. W listopadzie 1895 został wybrany członkiem wydziału Towarzystwa Kasyna w Sanoku. 20 stycznia 1897 został wybrany członkiem wydziału Kółka dramatyczno-muzycznego w Sanoku. Był działaczem Towarzystwa Upiększania Miasta Sanoka (był wybieranym wydziałowym TUMS 18 marca 1905, 8 czerwca 1906, 30 kwietnia 1910, 19 czerwca 1912, później sekretarzem). Na jego wniosek w 1883 Rada Miejska dokonała uczczenia rocznicy 200-lecia odsieczy wiedeńskiej z 1683, nadając ulicy Zielonej nową nazwę Jana III Sobieskiego (w tym czasie powstało tam Gimnazjum nr 2 im. Królowej Zofii). Działał w ramach Czytelni Mieszczańskiej, istniejącej w budynku Ramerówka i w ramach Towarzystwa Polskiej Ochronki Dzieci Chrześcijańskich. Zasiadł w radzie nadzorczej Towarzystwa Kasy Zaliczkowej w Sanoku. 30 kwietnia 1906 został wybrany zastępcą dyrektora Towarzystwa Zaliczkowego w Sanoku. Był członkiem wspierającym i zasiadł w Radzie Opiekuńczej Katolickiego Związku Młodzieży Rękodzielniczej i Przemysłowej w Sanoku. Działał w Towarzystwie Wzajemnych Ubezpieczeń Urzędników Prywatnych. 4 listopada 1906 został wybrany na okres trzech lat przewodniczącym Rady Parafialnej przy Parafii Przemienienia Pańskiego w Sanoku. Jako delegat Wydziału Krajowego z dniem 17 grudnia 1913 zasiadł w wydziale szkolnym Przemysłowej Szkoły Uzupełniającej w Sanoku-Posadzie Olchowskiej. W latach 20. pełnił funkcję wiceprezesa zarządu ekspozytury powiatowej w Sanoku Polskiego Towarzystwa Opieki nad Grobami Bohaterów. Był członkiem wydziału oraz zasiadał w komisji kontrolującej Kasy Oszczędności miasta Sanoka (1927). W sanockim kościele Przemienienia Pańskiego został umieszczony witraż okienny ufundowany przez Wilhelma i Władysławę Szomków w 1906.
Udzielał się także na polu hodowlanym. Został wydziałowym założonej 11 stycznia 1903 w Sanoku pierwszej filii lwowskiego Towarzystwa Chowu Drobiu, Gołębi i Królików oraz został jej członkiem. Zajmował się hodowlą gołębi. Był członkiem wydziału Towarzystwa Pszczelniczo–Ogrodniczego dla ziemi sanockiej, powołanego pod koniec 1906. Na przełomie 1918/1919 był jednym z założycieli Koła „Bieszczady” Polskiego Towarzystwa Łowieckiego w Sanoku. W 1927 został prezesem Sekcji Popierania Jedwabnictwa przy Okręgowym Towarzystwie Gospodarskim w Sanoku. W 1926 otrzymał udzielone przez władze gminy miasta Sanoka prawo polowania.
Żoną Wilhelma Szomka została Władysława Józefa z domu Żeleska (ur. 27 czerwca 1872 w Żółkwi jako córka sędziego Franciszka Żeleskiego i Emilii z domu Lidl, zm. 8 września 1947 w Sanoku), działaczka społeczna, m.in. Komitetu Obywatelskiego Ziemi Sanockiej, prezes sanockiego Towarzystwa św. Wincentego à Paulo.
Wilhelm Szomek zmarł 19 lutego 1940 w Sanoku. Został pochowany w rodzinnym grobowcu w kształcie piramidy na cmentarzu przy ul. Rymanowskiej w Sanoku. W tym miejscu została pochowana jego powinowata Joanna Lidl (żona Karola, matka Karola i Jana), jego krewni, tj. matka Franciszka, siostra Amelia, żona Władysława, Maria Żeleska, a ponadto lekarz dr Włodzimierz Pajączkowski z żoną Wandą. Córką Wilhelma i Władysławy Szomków była Maria Franciszka Emilia (ur. 1911, w 1934 jako studentka agronomii poślubiła studenta na tym kierunku, Janusza Wielhorskiego, zm. 2005).

## Projekty
- Gmach Powiatowego Towarzystwa Zaliczkowego w Brzozowie, które powstało w 1888 dzięki inicjatywie księdza Marcina Białego, prepozyta brzozowskiego, oraz grupy obywateli miasta[80]. Obecnie w budynku znajdujący się przy ulicy Mickiewicza 26 w Brzozowie mieści się oddział Banku Nowego. Do 2019 mieścił się tam oddział Podkarpackiego Banku Spółdzielczego.
- Budynek przy ul. Teofila Lenartowicza 2 w Sanoku – pierwotnie dom własny Wilhelma Szomka. Budowę ukończono w 1892[81]. Po 1945 dom objęty został kwaterunkiem. Na początku lat 70. XX wieku córka Wilhelma Szomka, Maria Wielhorska sprzedała willę miastu. Następnie w latach 1975–1982 budynek został przebudowany i odrestaurowany. Przebudowa objęła głównie wnętrza, mając na celu przystosowanie ich do nowych funkcji. Usunięto wówczas pierwotne schody kręcone, zastępując je obecnymi, powrotnymi. 3 maja 1982 w budynku została uroczyście otwarta Miejska Biblioteka Publiczna[82].
- Willa Zaleskich w Sanoku (1894), położona przy placu św. Jana w Sanoku. Została wybudowana latach 1896–1910. Jej właściciel, ceniony sanocki lekarz, dr Karol Zaleski miał zamiar, aby rodowa siedziba nawiązywała architektonicznie do pałaców weneckich[81]. Zwana także „Sokole Gniazdo” z uwagi na umiejscowienie tuż nad 40-metrową skarpą. Pierwszym projektantem był Władysław Beksiński, a drugim Wilhelm Szomek.
- Postument pomnika Tadeusza Kościuszki w Sanoku na Placu św. Jana w Sanoku, wykonanego przez rzeźbiarza Juliana Markowskiego ze Lwowa[83]. Został odsłonięty w 1902, zburzony w kwietniu 1941 przez nazistowskich okupantów (obecny, inny pomnik Kościuszki od września 1962 znajduje się przy ul. Kościuszki).
- Budynek przy ul. Jana III Sobieskiego 7 w Sanoku, ukończony w 1903, położony na własnym areale W. Szomka, który następnie został wydzierżawiony na rzecz działającej w nim poczty (w latach 30. Szomek pozostawał właścicielem parceli[84]), został spalony przez Niemców na przełomie lipca/sierpnia 1944[85].
- Kościoły w stylu neogotyckim położone w okolicach Sanoka:
  - Kościół św. Katarzyny Aleksandryjskiej w Strachocinie[86]. Istnieje od 1900[87][88][89].
  - Kościół pw. Podwyższenia Krzyża Świętego w Falejówce. Zbudowany na planie krzyża. Wzniesiony w latach 1908–1914, zaś finalnie budowa została ukończono w 1927[90][91].
  - Kościół św. Mikołaja Biskupa i św. Józefa w Grabownicy Starzeńskiej. Budynek wzniesiono w latach 1913–1926. Plany budynku wykonali Władysław Chomiak i Wilhelm Szomek[92]. Kościół jest na liście obiektów zabytkowych.
- W drugiej połowie lat 30. był doradcą przy pracach remontowych w kościele i klasztorze Franciszkanów w Sanoku, za jego sugestią wykonano otynkowanie kościoła od strony rynku, zaś od strony ogrodu w kierunku wschodnim, prezbiterium pozostawiono na elewacji tzw. „dziki kamień”[93].